# Vicus Cuprius
Vicus Cuprius var en antik gata i Rom. Den började vid Tigillum Sororium på Oppius sluttning och löpte norrut genom Carinae till Suburra. Vicus Cuprius korsade Clivus Orbius och motsvaras i dag av Via del Colosseo och Via del Cardello.

## Karta
| Fora Imperatorum i Rom |
| --- |
| Porticus Curva Porticus Purpuretica Senatens sekretariat Forma Urbis Severiana Tempel vid Via Sacra Bibliotek Vicus Cuprius Trajanus triumfbåge Drusus triumfbåge Germanicus triumfbåge Porticus absidata Quadriga Trajanus ryttarstaty Trajanus forum Trajanus saluhallar Bibliotheca Ulpia Bibliotheca Ulpia Trajanus- kolonnen Basilica Ulpia Basilica Argentaria Mars Ultors tempel Minervas tempel Fredstemplet Caesars forum Venus Genetrix tempel Atrium Libertatis Ryttarstaty Forum Romanum Curia Iulia Basilica Aemilia Suburra Nervas forum Augustus forum Vespasianus forum |